# Luquan (Kunming)

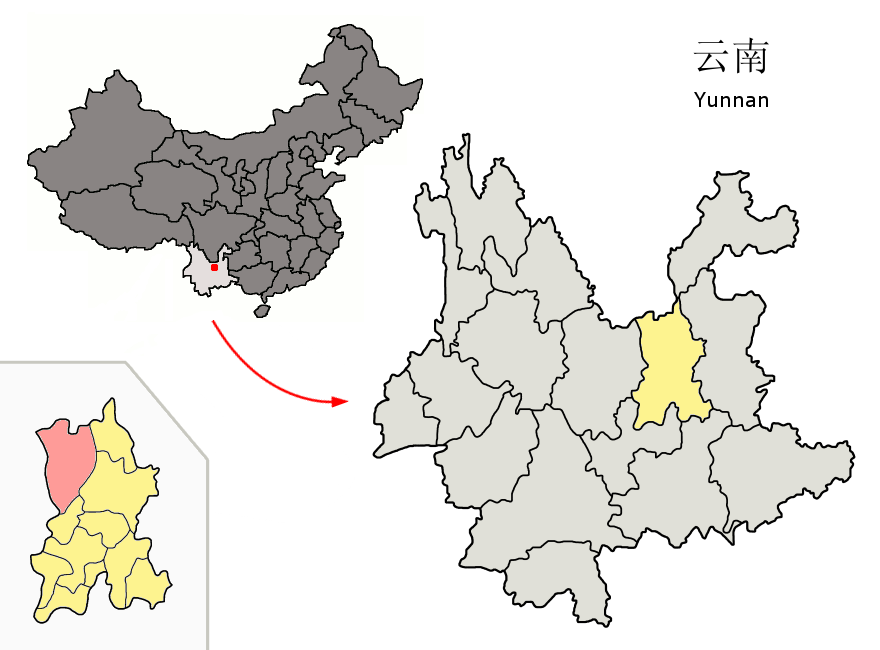
Lage von Luquan (rosa) in Kunming (gelb)

Der Autonome Kreis Luquan der Yi und Miao (禄劝彝族苗族自治县,  Lùquàn Yízú Miáozú zìzhìxiàn) ist ein autonomer Kreis der Yi und Miao (Hmong) in der chinesischen Provinz Yunnan. Er gehört zum Verwaltungsgebiet der bezirksfreien Stadt Kunming. Luquan hat eine Fläche von 4.228 km² und zählt 378.881 Einwohner (Stand: Zensus 2020). Sein Hauptort ist das Straßenviertel Pingshan (屏山街道). 

## Administrative Gliederung
Auf Gemeindeebene setzt sich der Kreis aus einem Straßenviertel, neun Großgemeinden und sechs Gemeinden zusammen. 